# Subbelba armata
Subbelba armata är en kvalsterart som först beskrevs av Norton 1979.  Subbelba armata ingår i släktet Subbelba och familjen Damaeidae. Inga underarter finns listade i Catalogue of Life.